# Презид
Презид је насељено место у саставу града Чабра у Приморско-горанској жупанији, Република Хрватска.

## Историја
До територијалне реорганизације у Хрватској налазио се у саставу старе општине Чабар.

## Становништво
На попису становништва 2011. године, Презид је имао 740 становника.

## Попис1991.
На попису становништва 1991. године, насељено место Презид је имало 936 становника, следећег националног састава:
| Попис 1991.‍  | Попис 1991.‍  | Попис 1991.‍ | Попис 1991.‍ | Попис 1991.‍ |
| ------------ | ------------ | ----------- | ----------- | ----------- |
|              |              |             |             |             |
| Хрвати       | Хрвати       |             | 790         | 84,40%      |
| Словенци     | Словенци     |             | 69          | 7,37%       |
| Срби         | Срби         |             | 34          | 3,63%       |
| Југословени  | Југословени  |             | 12          | 1,28%       |
| Албанци      | Албанци      |             | 8           | 0,85%       |
| Муслимани    | Муслимани    |             | 4           | 0,42%       |
| Мађари       | Мађари       |             | 2           | 0,21%       |
| Чеси         | Чеси         |             | 2           | 0,21%       |
| неопредељени | неопредељени |             | 6           | 0,64%       |
| регион. опр. | регион. опр. |             | 2           | 0,21%       |
| непознато    | непознато    |             | 7           | 0,74%       |
| укупно: 936  |              |             |             |             |